# 崖爬藤粉蝨
崖爬藤粉蝨（学名：Singhiella tetrastigmae）为粉蝨科迷粉蝨屬下的一个种。